# 小行星3516
小行星3516（英語：3516 Rusheva）是一颗围绕太阳公转的小行星。1982年10月21日，柳德米拉·卡拉季奇在克里米亚发现了此天体。
这颗小行星的绝对星等为208.3782214761985等。